# Championnat d'Europe de football espoirs 1988
Navigation
Euro espoirs 1986 Euro espoirs 1990
Le championnat d'Europe des nations de football espoirs 1988 est la sixième édition du championnat d'Europe espoirs.
Il est remporté par l'équipe de France, vainqueur (3-0) de la Grèce en finale retour à Besançon. L'équipe de France compte dans ses rangs Éric Cantona, Laurent Blanc et les sochaliens  Stephane Paille, Frank Sylvestre ou Franck Sauzée.

## Tableau final
|  | Quarts de finale                                         | Quarts de finale                                  | Quarts de finale                                  | Quarts de finale                                  |        |        | Demi-finales                               | Demi-finales                               | Demi-finales                               | Demi-finales                               |  |  | Finale                                       | Finale                                       | Finale                                       | Finale                                       |
|  |                                                          |                                                   |                                                   |                                                   |        |        |                                            |                                            |                                            |                                            |  |  |                                              |                                              |                                              |                                              |
|  | 2 mars 1988 à Athènes, 23 mars à České Budějovice        | 2 mars 1988 à Athènes, 23 mars à České Budějovice | 2 mars 1988 à Athènes, 23 mars à České Budějovice | 2 mars 1988 à Athènes, 23 mars à České Budějovice |        |        | 13 avril 1988 au Pirée, 27 avril à Utrecht | 13 avril 1988 au Pirée, 27 avril à Utrecht | 13 avril 1988 au Pirée, 27 avril à Utrecht | 13 avril 1988 au Pirée, 27 avril à Utrecht |  |  | 25 mai 1988 à Athènes, 12 octobre à Besançon | 25 mai 1988 à Athènes, 12 octobre à Besançon | 25 mai 1988 à Athènes, 12 octobre à Besançon | 25 mai 1988 à Athènes, 12 octobre à Besançon |
|  | 2 mars 1988 à Athènes, 23 mars à České Budějovice        | 2 mars 1988 à Athènes, 23 mars à České Budějovice | 2 mars 1988 à Athènes, 23 mars à České Budějovice | 2 mars 1988 à Athènes, 23 mars à České Budějovice |        |        | 13 avril 1988 au Pirée, 27 avril à Utrecht | 13 avril 1988 au Pirée, 27 avril à Utrecht | 13 avril 1988 au Pirée, 27 avril à Utrecht | 13 avril 1988 au Pirée, 27 avril à Utrecht |  |  | 25 mai 1988 à Athènes, 12 octobre à Besançon | 25 mai 1988 à Athènes, 12 octobre à Besançon | 25 mai 1988 à Athènes, 12 octobre à Besançon | 25 mai 1988 à Athènes, 12 octobre à Besançon |
|  | Grèce                                                    | Grèce                                             | 1                                                 | 2e                                                |        |        | 13 avril 1988 au Pirée, 27 avril à Utrecht | 13 avril 1988 au Pirée, 27 avril à Utrecht | 13 avril 1988 au Pirée, 27 avril à Utrecht | 13 avril 1988 au Pirée, 27 avril à Utrecht |  |  | 25 mai 1988 à Athènes, 12 octobre à Besançon | 25 mai 1988 à Athènes, 12 octobre à Besançon | 25 mai 1988 à Athènes, 12 octobre à Besançon | 25 mai 1988 à Athènes, 12 octobre à Besançon |
|  | Grèce                                                    | Grèce                                             | 1                                                 | 2e                                                |        |        | 13 avril 1988 au Pirée, 27 avril à Utrecht | 13 avril 1988 au Pirée, 27 avril à Utrecht | 13 avril 1988 au Pirée, 27 avril à Utrecht | 13 avril 1988 au Pirée, 27 avril à Utrecht |  |  | 25 mai 1988 à Athènes, 12 octobre à Besançon | 25 mai 1988 à Athènes, 12 octobre à Besançon | 25 mai 1988 à Athènes, 12 octobre à Besançon | 25 mai 1988 à Athènes, 12 octobre à Besançon |
|  | Tchécoslovaquie                                          | Tchécoslovaquie                                   | 1                                                 | 2                                                 |        |        | 13 avril 1988 au Pirée, 27 avril à Utrecht | 13 avril 1988 au Pirée, 27 avril à Utrecht | 13 avril 1988 au Pirée, 27 avril à Utrecht | 13 avril 1988 au Pirée, 27 avril à Utrecht |  |  | 25 mai 1988 à Athènes, 12 octobre à Besançon | 25 mai 1988 à Athènes, 12 octobre à Besançon | 25 mai 1988 à Athènes, 12 octobre à Besançon | 25 mai 1988 à Athènes, 12 octobre à Besançon |
|  | Tchécoslovaquie                                          | Tchécoslovaquie                                   | 1                                                 | 2                                                 | Grèce  | Grèce  | 5                                          | 0                                          |                                            |                                            |  |  | 25 mai 1988 à Athènes, 12 octobre à Besançon | 25 mai 1988 à Athènes, 12 octobre à Besançon | 25 mai 1988 à Athènes, 12 octobre à Besançon | 25 mai 1988 à Athènes, 12 octobre à Besançon |
|  | 24 février 1988 à Murcie, 23 mars à Utrecht              |                                                   |                                                   |                                                   | Grèce  | Grèce  | 5                                          | 0                                          |                                            |                                            |  |  | 25 mai 1988 à Athènes, 12 octobre à Besançon | 25 mai 1988 à Athènes, 12 octobre à Besançon | 25 mai 1988 à Athènes, 12 octobre à Besançon | 25 mai 1988 à Athènes, 12 octobre à Besançon |
|  |                                                          |                                                   | Pays-Bas                                          | Pays-Bas                                          | 0      | 2      |                                            |                                            |                                            |                                            |  |  | 25 mai 1988 à Athènes, 12 octobre à Besançon | 25 mai 1988 à Athènes, 12 octobre à Besançon | 25 mai 1988 à Athènes, 12 octobre à Besançon | 25 mai 1988 à Athènes, 12 octobre à Besançon |
|  | Pays-Bas                                                 | Pays-Bas                                          | Pays-Bas                                          | Pays-Bas                                          | 0      | 2      | 2                                          | 1                                          |                                            |                                            |  |  | 25 mai 1988 à Athènes, 12 octobre à Besançon | 25 mai 1988 à Athènes, 12 octobre à Besançon | 25 mai 1988 à Athènes, 12 octobre à Besançon | 25 mai 1988 à Athènes, 12 octobre à Besançon |
|  | Pays-Bas                                                 | Pays-Bas                                          | 13 avril 1988 à Besançon, 27 avril à Londres      |                                                   |        |        | 2                                          | 1                                          |                                            |                                            |  |  | 25 mai 1988 à Athènes, 12 octobre à Besançon | 25 mai 1988 à Athènes, 12 octobre à Besançon | 25 mai 1988 à Athènes, 12 octobre à Besançon | 25 mai 1988 à Athènes, 12 octobre à Besançon |
|  | Espagne                                                  | Espagne                                           | 1                                                 | 0                                                 |        |        |                                            |                                            |                                            |                                            |  |  | 25 mai 1988 à Athènes, 12 octobre à Besançon | 25 mai 1988 à Athènes, 12 octobre à Besançon | 25 mai 1988 à Athènes, 12 octobre à Besançon | 25 mai 1988 à Athènes, 12 octobre à Besançon |
|  | Espagne                                                  | Espagne                                           | 1                                                 | 0                                                 | Grèce  | Grèce  | 0                                          | 0                                          |                                            |                                            |  |  |                                              |                                              |                                              |                                              |
|  | 16 mars 1988 à Nancy, 23 mars à San Benedetto del Tronto |                                                   |                                                   |                                                   | Grèce  | Grèce  | 0                                          | 0                                          |                                            |                                            |  |  |                                              |                                              |                                              |                                              |
|  |                                                          |                                                   | France                                            | France                                            | 0      | 3      |                                            |                                            |                                            |                                            |  |  |                                              |                                              |                                              |                                              |
|  | France                                                   | France                                            | France                                            | France                                            | 0      | 3      | 2                                          | 2                                          |                                            |                                            |  |  |                                              |                                              |                                              |                                              |
|  | France                                                   | France                                            |                                                   |                                                   |        |        |                                            |                                            |                                            |                                            |  |  |                                              |                                              |                                              |                                              |
|  | Italie                                                   | Italie                                            | 1                                                 | 2                                                 |        |        |                                            |                                            |                                            |                                            |  |  |                                              |                                              |                                              |                                              |
|  | Italie                                                   | Italie                                            | 1                                                 | 2                                                 | France | France | 4                                          | 2                                          |                                            |                                            |  |  |                                              |                                              |                                              |                                              |
|  | 16 février 1988 à Aberdeen, 22 mars à Nottingham         |                                                   |                                                   |                                                   | France | France | 4                                          | 2                                          |                                            |                                            |  |  |                                              |                                              |                                              |                                              |
|  |                                                          |                                                   | Angleterre                                        | Angleterre                                        | 2      | 2      |                                            |                                            |                                            |                                            |  |  |                                              |                                              |                                              |                                              |
|  | Écosse                                                   | Écosse                                            | Angleterre                                        | Angleterre                                        | 2      | 2      | 0                                          | 0                                          |                                            |                                            |  |  |                                              |                                              |                                              |                                              |
|  | Écosse                                                   | Écosse                                            |                                                   |                                                   |        |        |                                            | 0                                          |                                            |                                            |  |  |                                              |                                              |                                              |                                              |
|  | Angleterre                                               | Angleterre                                        | 1                                                 | 1                                                 |        |        |                                            |                                            |                                            |                                            |  |  |                                              |                                              |                                              |                                              |
|  | Angleterre                                               | Angleterre                                        | 1                                                 | 1                                                 |        |        |                                            |                                            |                                            |                                            |  |  |                                              |                                              |                                              |                                              |
|  |                                                          |                                                   |                                                   |                                                   |        |        |                                            |                                            |                                            |                                            |  |  |                                              |                                              |                                              |                                              |

e = Qualification selon la règle des buts marqués à l'extérieur

## Finale
| Titulaires :   |                             |  |
|                |                             |  |
| Gardien de but | Panagiotis Molakidis        |  |
|                | Giannis Chatzinikolaou (en) |  |
|                | Giorgos Kapouranis          |  |
|                | Georgios Koutoulas (en)     |  |
|                | Pagonis Vakalopoulos (en)   |  |
|                | Konstantinos Ikonomidis     |  |
|                | Sotiris Mavromatis (en)     |  |
|                | Giorgos Papadopoulos        |  |
|                | Níkos Nióplias 75e          |  |
|                | Stefanos Borbokis (en) 81e  |  |
|                | Aris Karasavvidis (en)      |  |
|                |                             |  |
| Remplaçants :  |                             |  |
|                | Georgios Vaitsis (en) 75e   |  |
|                | Antonis Gioukoudis (en) 81e |  |
|                |                             |  |
| Entraîneur :   |                             |  |
| ?              |                             |  |

| Titulaires :   |                    |  |
|                |                    |  |
| Gardien de but | Claude Barrabé     |  |
|                | Alain Roche        |  |
|                | Franck Silvestre   |  |
|                | Jean-Luc Buisine   |  |
|                | Christophe Galtier |  |
|                | Bertrand Reuzeau   |  |
|                | Franck Sauzée      |  |
|                | Pascal Despeyroux  |  |
|                | Vincent Guérin     |  |
|                | Éric Cantona       |  |
|                | Stéphane Paille    |  |
|                |                    |  |
| Remplaçants :  |                    |  |
|                |                    |  |
|                |                    |  |
|                |                    |  |
| Entraîneur :   |                    |  |
| Marc Bourrier  |                    |  |

| Titulaires :   |                             |  |
|                |                             |  |
| Gardien de but | Panagiotis Molakidis        |  |
|                | Giannis Chatzinikolaou (en) |  |
|                | Giorgos Kapouranis          |  |
|                | Georgios Koutoulas (en)     |  |
|                | Pagonis Vakalopoulos (en)   |  |
|                | Konstantinos Ikonomidis     |  |
|                | Sotiris Mavromatis (en)     |  |
|                | Giorgos Papadopoulos        |  |
|                | Níkos Nióplias 75e          |  |
|                | Stefanos Borbokis (en) 81e  |  |
|                | Aris Karasavvidis (en)      |  |
|                |                             |  |
| Remplaçants :  |                             |  |
|                | Georgios Vaitsis (en) 75e   |  |
|                | Antonis Gioukoudis (en) 81e |  |
|                |                             |  |
| Entraîneur :   |                             |  |
| ?              |                             |  |

| Titulaires :   |                    |  |
|                |                    |  |
| Gardien de but | Claude Barrabé     |  |
|                | Alain Roche        |  |
|                | Franck Silvestre   |  |
|                | Jean-Luc Buisine   |  |
|                | Christophe Galtier |  |
|                | Bertrand Reuzeau   |  |
|                | Franck Sauzée      |  |
|                | Pascal Despeyroux  |  |
|                | Vincent Guérin     |  |
|                | Éric Cantona       |  |
|                | Stéphane Paille    |  |
|                |                    |  |
| Remplaçants :  |                    |  |
|                |                    |  |
|                |                    |  |
|                |                    |  |
| Entraîneur :   |                    |  |
| Marc Bourrier  |                    |  |

| Titulaires :   |                    |  |
|                |                    |  |
| Gardien de but | Bruno Martini      |  |
|                | Laurent Blanc      |  |
|                | Jean-Luc Dogon     |  |
|                | Christophe Galtier |  |
|                | Bertrand Reuzeau   |  |
|                | Alain Roche 74e    |  |
|                | Franck Silvestre   |  |
|                | Vincent Guérin     |  |
|                | Franck Sauzée      |  |
|                | Éric Lada 79e      |  |
|                | Stéphane Paille    |  |
|                |                    |  |
| Remplaçants :  |                    |  |
|                | Franck Passi 74e   |  |
|                | David Zitelli 79e  |  |
|                |                    |  |
| Entraîneur :   |                    |  |
| Marc Bourrier  |                    |  |

| Titulaires :   |                               |  |
|                |                               |  |
| Gardien de but | Panagiotis Molakidis          |  |
|                | Giannis Chatzinikolaou (en)   |  |
|                | Giorgos Kapouranis            |  |
|                | Georgios Koutoulas (en)       |  |
|                | Theodoros Pahatouridis (en)   |  |
|                | Pagonis Vakalopoulos (en) 79e |  |
|                | Konstantinos Ikonomidis       |  |
|                | Sotiris Mavromatis (en)       |  |
|                | Níkos Nióplias                |  |
|                | Stefanos Borbokis (en)        |  |
|                | Aris Karasavvidis (en) 83e    |  |
|                |                               |  |
| Remplaçants :  |                               |  |
|                | Antonis Gioukoudis (en) 79e   |  |
|                | Georgios Vaitsis (en) 83e     |  |
|                |                               |  |
| Entraîneur :   |                               |  |
| ?              |                               |  |

| Titulaires :   |                    |  |
|                |                    |  |
| Gardien de but | Bruno Martini      |  |
|                | Laurent Blanc      |  |
|                | Jean-Luc Dogon     |  |
|                | Christophe Galtier |  |
|                | Bertrand Reuzeau   |  |
|                | Alain Roche 74e    |  |
|                | Franck Silvestre   |  |
|                | Vincent Guérin     |  |
|                | Franck Sauzée      |  |
|                | Éric Lada 79e      |  |
|                | Stéphane Paille    |  |
|                |                    |  |
| Remplaçants :  |                    |  |
|                | Franck Passi 74e   |  |
|                | David Zitelli 79e  |  |
|                |                    |  |
| Entraîneur :   |                    |  |
| Marc Bourrier  |                    |  |

| Titulaires :   |                               |  |
|                |                               |  |
| Gardien de but | Panagiotis Molakidis          |  |
|                | Giannis Chatzinikolaou (en)   |  |
|                | Giorgos Kapouranis            |  |
|                | Georgios Koutoulas (en)       |  |
|                | Theodoros Pahatouridis (en)   |  |
|                | Pagonis Vakalopoulos (en) 79e |  |
|                | Konstantinos Ikonomidis       |  |
|                | Sotiris Mavromatis (en)       |  |
|                | Níkos Nióplias                |  |
|                | Stefanos Borbokis (en)        |  |
|                | Aris Karasavvidis (en) 83e    |  |
|                |                               |  |
| Remplaçants :  |                               |  |
|                | Antonis Gioukoudis (en) 79e   |  |
|                | Georgios Vaitsis (en) 83e     |  |
|                |                               |  |
| Entraîneur :   |                               |  |
| ?              |                               |  |